# Cratere Almeida
Almeida  è un cratere sulla superficie di Venere.